# Муссо, Митчел
Митчел Тэйт Муссо (англ. Mitchel Tate Musso, род. 9 июля 1991) — американский актёр, певец и музыкант, наиболее известный благодаря ролям Оливера Окена в диснеевском ситкоме «Ханна Монтана» и Брейди в сериале канала Disney XD «Два короля», а также озвучке Джереми Джонсона в мультсериале «Финес и Ферб».

## Ранние годы
Муссо родился в Гарленде, штат Техас, в семье Кэтрин (в девичестве Мур) и Сэмюеля Муссо, которые играли в любительском театре в Далласе, Техас. У Митчела есть братья — Мэйсон Муссо, ведущий вокалист группы Metro Station, и актёр Марк Муссо. Имеет итальянское происхождение.

## Карьера

### Актёрская карьера
Митчел дебютировал на широком экране в 2004 году в фильме «Подержанные львы», в котором он снялся вместе со своим братом Марком, а в 2005 году Муссо исполнил роль Реймонда Фигга в телефильме «Лучший пёс» и Джоша Уитли в телефильме «Крутой Уокер: Испытание огнём» с Чаком Норрисом и Селеной Гомес в главных ролях. В 2006 году он озвучил Ди Джея в мультфильме «Дом-монстр». Помимо этого, он озвучил Аанга в пилотном эпизоде мультсериала «Аватар: Легенда об Аанге».
В 2006—2011 годах Муссо исполнял роль Оливера Окена в сериале «Ханна Монтана», а с 2007 по 2014 озвучивал Джереми Джонсона, бойфренда сестры Финеса и Ферба Кендис, в мультсериале «Финес и Ферб». В 2007 году он принял участие в озвучивании трёх эпизодов мультсериала «Царь горы», а в 2008 году снялся вместе с Майли Сайрус и Билли Рэем Сайрусом в музыкальном видео группы Metro Station на песню «Seventeen Forever». В 2009 году Муссо снялся в полнометражном фильме «Ханна Монтана: Кино»
В конце 2009 года Митчел вместе с Доком Шоу, звездой сериалов «Всё тип-топ, или жизнь на борту» и «Дом семейства Пэйн», были выбраны на главные роли в новый телесериал канала Disney XD «Два короля». Съёмки начались в марте 2010 года, одновременно со съёмками последнего сезона сериала «Ханна Монтана», в котором герой Муссо появлялся лишь эпизодически. Премьера сериала «Два короля» состоялась 10 сентября 2010 года. Также Митчел снялся в реалити-сериале Disney Channel «Звёздные шалости», премьера которого состоялась 15 июля 2011 года.
12 декабря 2011 года началась съёмка третьего сезона сериала «Два короля», однако Муссо не принял участие в этом сезоне. Ему пришлось полностью покинуть канал из-за вождения в нетрезвом состоянии. На смену ему пришёл новый персонаж, которого сыграл Адам Хикс. Сериал был закрыт после третьего сезона.

### Музыкальная карьера
Митчел исполнил кавер на песню «Lean on Me» для диснеевского фильма «Снежная пятёрка», кроме этого песня вошла в CD-сборник Radio Disney Jams, Vol. 10. Вместе с звездой сериала «Ханна Монтана» Эмили Осмент он также исполнил песни «If I Didn’t Have You» для сборника Disneymania 6 в 2008 году и «Stand Out» для сборника Disneymania 7 в 2010 году. В 2009 Муссо спел дуэтом вместе с актрисой сериала «Дайте Санни шанс» Тиффани Торнтон; они исполнили саундтрек «Let It Go» к фильму «Пит в перьях». Муссо также записал песню «The Girl Can’t Help It» для оригинального диснеевского фильма «Программа защиты принцесс». Песни «Let it Go» и «The Girl Can’t Help It» вошли в альбом Disney Channel Playlist, который был выпущен 23 июня 2008 года. Также он спел песню «Live like Kings» для сериала «Два короля» на Disney XD.
В 2009 году Митчел выпустил свой первый дебютный альбом Mitchel Musso. Альбом дебютировал под номером 19 в Billboard 200. Его дебютным синглом стала композиция «The In Crowd», премьера которого состоялась 5 декабря 2008 года на Radio Disney. Песня также вошла в альбом Radio Disney Jams, Vol. 11. Его второй сингл «Hey» был выпущен 15 мая 2009 года также на Radio Disney. Премьера музыкального видео прошла на канале Disney Channel.
В июле и августе 2009 года Муссо спел с группой своего брата Мэйсона Metro Station. В августе он отправился в турне с группой KCM. Тур закончился 24 сентября в Новом Орлеане, Луизиана. 4 сентября 2010 он спел на бесплатном концерте Great New York State Fair. Через неделю он снова спел на бесплатном концерте Utah State Fair. Второй альбом Митчела, Brainstorm, был выпущен 23 ноября 2010 года. Сингл из него под названием Celebrate вошёл в тройку лучших песен Radio Disney.
Муссо также выпустил два сингла на YouTube («Rollin» и «Crystal Ball»).

## Фильмография
| Год       |     | Русское название                       | Оригинальное название                                    | Роль                           |
| --------- | --- | -------------------------------------- | -------------------------------------------------------- | ------------------------------ |
| 2001      | ф   | —                                      | The Keyman                                               | маленький скаут                |
| 2002      | кор | —                                      | Am I Cursed?                                             | Ричи                           |
| 2002      | мс  | Аватар: Легенда об Аанге               | Avatar: The Last Airbender                               | Аанг (пилот)                   |
| 2003      | ф   | Подержанные львы                       | Secondhand Lions                                         | мальчик                        |
| 2004      | с   | Оливер Бин                             | Oliver Beene                                             | Нед                            |
| 2005      | с   | —                                      | Hidden Howie: The Private Life of a Public Nuisance      | Алекс Мандел                   |
| 2005      | с   | Блондинка в книжной лавке              | Stacked                                                  | Оуэн Девитт                    |
| 2005      | тф  | Лучший пёс                             | Life Is Ruff                                             | Реймонд Фигг                   |
| 2005      | тф  | Крутой Уокер: Испытание огнём          | Walker, Texas Ranger: Trial by Fire                      | Джош Уитли                     |
| 2006      | мф  | Дом-монстр                             | Monster House                                            | Ди Джей Уолтерс                |
| 2006      | ки  | —                                      | Monster House                                            | Ди Джей Уолтерс                |
| 2006—2011 | с   | Ханна Монтана                          | Hannah Montana                                           | Оливер Окен / Майк Стендли III |
| 2007      | с   | —                                      | Shorty McShorts’ Shorts                                  | Кевин                          |
| 2007      | мс  | Царь горы                              | King of the Hill                                         | Курт / ребёнок-сёрфер          |
| 2007—2014 | мс  | Финес и Ферб                           | Phineas and Ferb                                         | Джереми Джонсон                |
| 2009      | мс  | —                                      | Schoolhouse Rock!                                        | вокал                          |
| 2009      | ф   | Ханна Монтана: Кино                    | Hannah Montana: The Movie                                | Оливер Окен                    |
| 2009      | тф  | Пит в перьях                           | Hatching Pete                                            | Клитис Пул                     |
| 2009      | с   | Всё тип-топ, или Жизнь на борту        | The Suite Life on Deck                                   | Джеймс                         |
| 2009      | в   | Волшебники на борту с Ханной Монтаной  | Wizards on Deck with Hannah Montana                      | Оливер Окен                    |
| 2010      | кор | Ханна Мантенья                         | Hannah Mantegna                                          | н/д                            |
| 2010      | в   | В поисках Санта-Лапуса                 | The Search for Santa Paws                                | взрослый Санта Лапус           |
| 2010—2012 | с   | Два короля                             | Pair of Kings                                            | Брейди                         |
| 2011      | мф  | Финес и Ферб: Покорение 2-го измерения | Phineas and Ferb: Across the 2nd Dimension               | Джереми Джонсон                |
| 2013      | кор | —                                      | She Will Be Free                                         | Эрик                           |
| 2014      | ф   | Грехи молодости нашей                  | Sins of Our Youth                                        | Скотт                          |
| 2015      | ф   | Песок                                  | The Sand                                                 | Митч                           |
| 2016—2018 | мс  | Закон Мёрфи                            | Milo Murphy’s Law                                        | Уолли / Джереми Джонсон        |
| 2016      | ф   | —                                      | Characterz                                               | Такер Островски                |
| 2018      | ф   | —                                      | Bachelor Lions                                           | Зейн Дэниелс                   |
| 2020      | мф  | Финес и Ферб: Кендэс против Вселенной  | Phineas and Ferb the Movie: Candace Against the Universe | Джереми Джонсон                |
| 2020      | кор | —                                      | Save the Island                                          | Брейди                         |

## Дискография
Студийные альбомы
- Mitchel Musso (2009)

Мини-альбомы
- Brainstorm (2010)